# Водоснабдителна система
Водоснабдителната система е съвкупност от инженерни съоръжения за водоснабдяване на населените места, промишлени и селскостопански обекти се осъществява от изградена водоснабдителна система. Те добиват, пречистват, транспортират и доставят до консуматорите необходимите водни количества. Източниците за черпене на вода са извори, подземни води, реки, язовири, езера и морска вода след обезсоляване. Природната вода, добивана от тях съдържа някои примеси, които се отстраняват преди тя да достигне до крайния потребител.
В България качеството на подаваната вода е регламентирано с Наредба № 9/2001, където са нормирани цветът, мирисът, съдържанието на желязо, на нитрати и много други показатели.

## История
Водоснабдяването на селищата се практикува от дълбока древност. Древният водопровод представлява канал, който осигурява прясна вода за града, довеждана понякога от десетки километри разстояние. Разкопките показват, че още в древна Персия (град Фуризабад, Иран) около четвъртото хилядолетие пр.н.е. съществува изградена водопроводна система. Водата се пренася от подножието на северните планини към южните населени райони. Първите водопроводи имат формата на тунели, по които се доставя вода от подземните кладенци към някоя отдалечена точка на повърхността. Към водопроводите са изградени и специални шахти, които осигуряват вентилация и достъп за почистване и ремонт на подземните тунели. По-късно за малки количества вода и за нуждите на канализацията са предпочитани керамични или каменни тръби. Подобни тръби са използвани в индийските градове от 1500 г. пр.н.е., а керамичните тръби в някои месопотамски градове от това време все още са запазени в удивително добро състояние.
Там, където теренът го налага, тръбите са издигани чрез съоръжения, приличащи на мостове. Наричат се акведукти и са най-атрактивните водоснабдителни съоръжения. Още през 5 век пр.н.е. асирийците изграждат акведукт с височина 10 и дължина 300 метра, за да снабдят Ниневия с вода. По-късно римските архитекти и инженери бързо усвояват нововъведението и значително го подобряват. За акведуктите те използват глинени тръби, поставени върху градеж от римски бетон – смес от речен чакъл, глинени тухли и поцуланов клинкер. Подобни съоръжения започват да се издигат из всички големи градове на империята и най-вече в Рим, където общата им дължина достига до 400 km.
Снабдяването с вода на първата българска столица Плиска също става чрез водопроводна мрежа. Тази, която е във Вътрешния град Плиска е построена на завидно техническо ниво – едновременно с крепостните стени по времето на късната Античност. Откритите многобройни водопроводи и канали са разположени в западната цитадела, на север и на юг от южните порти и на югозапад от кръглата кула.

## Елементи на водоснабдителните системи
Водоснабдителната система в наше време е сложна, съдържаща много и разнообразни елементи, които осигуряват водохващане, пречистване на водата, равномерното ѝ подаване и т.н.
Елементите на водоснабдителните системи са:
- Водовземни съоръжения – съоръжения, предназначени да улавят вода и да я подават при запазване на природните ѝ качества към водоснабдителната система. Това са каптажи, кладенци, дренажи, водовземни кули и други.
- Черпателни съоръжения – поставят се преди помпената станция за изравняване на притока на вода и препомпваното водно количество, съобразно възприетия режим на работа на помпите.
- Помпени станции – помпени съоръжения за осигуряване на съответното водно налягане и количество във водоснабдителната система.
- Пречиствателни станции за обработка на природната вода – комплекс от съоръжения за обработка на суровата природна вода с оглед осигуряване на нормативните изисквания към нейното качеството преди подаването ѝ към водопроводите.
- Регулиращи водонапорни съоръжения – изравняват часовата неравномерност при ползването на вода – напорни резервоари, водонапорни кули и хидрофори.
- Външни водопроводи – транспортират водата от водоизточника до регулиращите водонапорни съоръжения, пречиствателната станция и водопроводната мрежа във водоснабдяваната територия.
- Водопроводни мрежи във водоснабдяваните територии – мрежа от тръбопроводи във водоснабдяваната територия за доставяне на необходимите водни количества до потребителите. Състои се от главни, второстепенни и сградни водопроводни отклонения
- Общи средства за измерване, необходими за водовземането, пречистването, съхранението, преноса, разпределението и измерването на водата до границата със сградната водопроводна инсталация или вътрешната (площадковата) водоснабдителна мрежа на потребителите.
- Санитарно-охранителна зона – осигурява защита срещу прояви на тероризъм, вандализъм и други действия, насочени към разрушаване на целостта на съоръженията и замърсяване на питейната вода.

## Водовземане
Преди да се пристъпи към към включването на даден източник към водоснабдителната система, се правят поредица от проучвания. Когато се отнася до извори или повърхностни води за питейно-битово водоснабдяване се извършват анализи на водата по сезони в продължение на една година, а на подземни води – при водочерпене на две понижения в продължение на шест денонощия. Към всяко водовземно съоръжение се предвиждат средства за измерване на дебита и нивото, както и за контрол на качествата на водата.

### Повърхностни води
Водовземането от реки се извършва брегово, руслово или дренажно в зависимост от разположението на съоръжението спрямо водоизточника. Водовземането от язовири се осъществява или през основния изпускател или чрез разполагане на съоръжението в язовирната стена. При водовземане от язовири и големи езера се изграждат и водовземни кули, които са разположени или самостоятелно в езерото или са вградени в язовирната стена.
Изворните каптажи се проектират така, че нивото на водата в извора да остава непроменено както по време на каптирането, така и след изграждането на каптажа и изворната вода да запази непроменени първоначалните си качества. При този вид повърхностни води може да се осъществява каптиране на низходящи или възходящи извори. Възходящите извори се каптират през дъното на водната камера на каптажа, а низходящите – през отвори в стените на водната камера.

### Подземни води
Подземните води се каптират с вертикални или хоризонтални водовземни съоръжения. Вертикалните са тръбни и шахтови кладенци. Когато водоностният пласт е с дебелина над 8 m и е на голяма дълбочина от повърхността на терена се изграждат тръбни кладенци. При водовземане от водоносен пласт с дебелина от 5 до 8 m кладенците са шахтови. При мощност на водоносния пласт до 3 m се проектират шахтови кладенци от съвършен тип.
Хоризонталните водовземни съоръжения са дренажи и галерии, към които са допълнени ревизионни шахти за вентилация, наблюдение и ремонт. Те се изграждат в безнапорни пясъчни и чакълести водоносни пластове при подземни води до 6 – 7 m под терена и при малка мощност на водоносния пласт от 1 – 2 m.

## Помпени станции
Помпените станции осигуряват необходимото оразмерително налягане и водно количество във водоснабдителната система. Чрез тях се предотвратяват и избягват кавитацията, нестабилността вследствие ненормални колебания на водата и претоварване поради извънредно увеличаване на потреблението. Изграждат се за работа по две схеми – с преходен напорен резервоар или с контрарезервоар.

## Пречистване на водата
Качеството на питейната вода има микробиологични и физико-химични измерения и множество параметри, които се анализират, преди тя да бъде доставена до консуматора. Пречистването ѝ се осъществява в пречиствателни станции, където избистрянето ѝ се постига чрез утаяване със или без коагулиране и филтриране. Подобряването на химическите ѝ качества включва намаляване на твърдостта, обезжелезяване и обезманганяване. Постига се например чрез реагентен метод с вар за твърдостта, аериране за желязото, обработка с калиев перманганат за мангана.
Обеззаразяването се извършва чрез хлориране, озониране, обработка с ултравиолетови лъчи. Хлорирането е сравнително евтин метод, при който обаче се наблюдава остатъчен ефект. Извършва се с хлор-газ (Cl2), хлорна вар (Ca(ClO)2), калциев или натриев хипохлорит (NaClO). Пречистената вода се влива гравитачно или се изпомпва до резервоарите и регулиращите водонапорни съоръжения.

## Регулиращи водонапорни съоръжения
Регулиращите водонапорни съоръжения обхващат подземните и надземни резервоари (водонапорни кули). Те служат за изравняване на разликата между водния приток и променливия разход на вода, за поддържане на необходимото налягане във водоснабдителната система, както и за съхраняване на резерв от вода за пожарни и аварийни нужди. Разполагат се при възможност в непосредствена близост до водоснабдявания обект за да се осигури по-голяма безопасност, защита от аварии и намаляване на загубите на налягане. За осигуряване на водонепропускливостта на резервоарите се използва бетон с подходящи добавки и се нанасят защитни водонепропускливи повърхностни слоеве или се поставят хидроизолационни облицовки. За предотвратяване загряването или охлаждането на водата се предвижда топлоизолация, чиито технически характеристики са съобразени с местните климатични условия.

## Външни водопроводи и водопроводни мрежи
Външните водопроводи представляват водопроводни тръби, които отвеждат водата до регулиращите водонапорни съоръжения, пречиствателната станция за природни води и водопроводната мрежа във водоснабдяваната територия. Водопроводната мрежа е мрежа от тръбопроводи във водоснабдяваната територия за доставяне на необходимите водни количества до потребителите.
Водопроводите и техните съоръжения от водохващането до регулиращото водонапорно съоръжение се оразмеряват за водно количество, получено като сума от максимално денонощното потребление, техническите загуби по водопроводите и разходите за собствени нужди на пречиствателните станции.
Технологичните схеми на водопроводните мрежи в урбанизирани територии се състоят от главни и второстепенни водопроводни клонове. Главните образуват пръстени, удължени по посока на общото движение на водата, а второстепенните довеждат водата до всяка улица от устройствения план на населеното място. За изпразване и промиване на водопроводите се предвиждат шахти, които са или монолитни, или изградени от сглобяеми стоманобетонни елементи.
При полагането на водопроводите се вземат необходимите мерки за защита на питейната вода от нежелани въздействия в резултат на агресивна околна среда – влагане на строителни продукти, устойчиви на агресивни почви и замърсители; катодна защита и антикорозионно покритие на стоманените тръби; поставяне на пластмасовите тръби, неустойчиви към установените замърсители, в защитни тръбопроводи; покрития или подходящи добавки за бетонните тръбопроводни части, предназначени за полагане в условия на агресивни и замърсени почви.
Сградните водопроводни отклонения се разполагат по възможност в права линия и при минимална дължина между водопроводния клон от мрежата и сградата така, че да са лесно достъпни за поддържане и ремонт. Сградното разклонение включва водовземна част (водовземна скоба или фасонна част), тротоарен спирателен кран, водопроводни тръби и водомер.
За осигуряване на необходимото водно количество за пожарно-аварийни нужди на всяко кръстовище за улици от I до IV клас в урбанизираните територии се предвиждат пожарни хидранти. Те се поставят на места, незастрашени от затрупване при разрушаване на съседните сгради.
За нормалната работа на външните водопроводни мрежи се поддържа определена скорост на водата, която да осигури необходимото качество, като се вземат мерки за предотвратяване на нейното застояването по тръбопроводите. Освен това от скоростта на движението ѝ зависи и налягането във водопроводите, както и предотвратяването на хидравлични удари в помпените станции. Максимално допустимата скорост на водата във външните водопроводи и водопроводните мрежи е от 0,5 до 2 m/s. На тях се поставя средство за измерване на водата преди първото разклонение на водопроводната мрежа във водоснабдяваната територия. Минималният диаметър на тръбите на водопроводната мрежа в урбанизирани територии с население над 100 000 жители е 100 mm, а за такива с население под 100 000 жители – 80 mm.

## Видове водоснабдителни системи

### В зависимост от степента на обезпеченост
В зависимост от степента на обезпеченост на средното денонощно водно количество, водоснабдителните системи се категоризират както следва:
- Първа категория – за питейно-битово водоснабдяване на населени места от 0, I и II категория и за промишлено водоснабдяване, при които се допуска намаляване до 30% на подаваното количество вода от оразмерителния разход в продължение на 72 часа.
- Втора категория – за питейно-битово водоснабдяване на населени места от III и IV категория, селскостопански обекти и за промишлено водоснабдяване, при които се допуска намаляване до 30% на подаваното количество вода от оразмерителния разход в продължение на 10 дни или прекъсване на водоснабдяването в продължение на 6 часа.
- Трета категория – за питейно-битово водоснабдяване на населени места от V, VI, VII и VIII категория и за промишлено водоснабдяване, при които се допуска намаляване до 30% на подаваното количество вода от оразмерителния разход в продължение на 15 дни или прекъсване на водоснабдяването в продължение на 24 часа.

### Според предзначението
- Питейно-битова система за населението в домакинствата и предприятията
- Производствени водоснабдителни системи
- Противопожарни водоснабдителни системи
- Комбинирани водоснабдителни системи

### Според обхвата и броя на водоснабдяваните обекти
- Местни водоснабдителни системи, снабдяващи конкретни сгради, предприятия и други
- Централизирани системи
- Самостоятелни системи
- Групови системи

### Според начина на подаване на водата
- Гравитационни
- Помпени
- Смесени помпено-гравитачни